# AJ and the Queen
AJ and the Queen is een Amerikaanse televisieserie bedacht en ontwikkeld door RuPaul en Michael Patrick King. De serie ging in première op 10 januari 2020 op Netflix.

## Premise
AJ and the Queen volgt Ruby Red, een dragqueen die van club naar club door de Verenigde Staten trekt in een versleten auto met haar makker AJ.

## Cast en personages

### Hoofdrol
- RuPaul Charles, als Robert Lincoln Lee / Ruby Red
- Izzy G., als Amber Jasmine "AJ" Douglas
- Michael-Leon Wooley, als Louis Bell / Cocoa Butter
- Josh Segarra, als Hector Ramirez / Damien Sanchez
- Katerina Tannenbaum, als Brianna Douglas, AJ's moeder
- Tia Carrere, als Leilani Kala’i / Lady Danger

### Terugkerend
- Matthew Wilkas, als Officer Patrick Kennedy

### Gast
- Victoria "Porkchop" Parker, als Porkchop[1]
- Jinkx Monsoon,[1] als Edie
- Katya Zamolodchikova,[1] als Magda
- Mario Cantone, als Alma Joy
- Marc Singer, als Bob
- Adrienne Barbeau, als Helen
- Michael Cyril Creighton, als Christian
- Chad Michaels,[1] als Brian Gerrity
- Tim Bagley, als Lloyd Johnson
- Laura Bell Bundy, als Bernadette Anderson
- Bridget Everett, als Anna
- Natasha Leggero, als Kath
- Latrice Royale,[1] als Fabergé Legs
- Monique Heart,[1] als Miss Terri Tory
- Kevin Daniels, als Darrell
- John Rubinstein, als Doctor
- Mary Kay Place, als Carolanne
- Jane Krakowski, als Beth Barnes Beagle
- Ginger Minj,[1] als Tommy / Fanny Pack
- Trinity The Tuck,[1] als Danielle Dupri
- Jujubee,[1] als Lee Saint Lee
- Patrick Bristow, als Kevin Prescott
- Lorraine Bracco, als zichzelf

Tevens maken voormalige deelnemers van RuPaul's Drag Race Mayhem Miller, Valentina, Eureka O'Hara, Bianca Del Rio, Alexis Mateo, Manila Luzon, Vanessa Vanjie Mateo, Jaymes Mansfield, Ongina, Kennedy Davenport, Mariah Balenciaga, Jade Jolie en Pandora Boxx  cameos, appearing als dragqueens.